# Chromaspirina dimorpha
Chromaspirina dimorpha är en rundmaskart. Chromaspirina dimorpha ingår i släktet Chromaspirina och familjen Desmodoridae. Inga underarter finns listade i Catalogue of Life.